# Slobodo-Petrivka, Hrebinka
Slobodo-Petrivka (în ucraineană Слободо-Петрівка) este localitatea de reședință a comunei Slobodo-Petrivka din raionul Hrebinka, regiunea Poltava, Ucraina.

## Demografie
Componența lingvistică a localității Slobodo-Petrivka
     Ucraineană (95,66%)
     Rusă (3,7%)
     Alte limbi (0,26%)
Conform recensământului din 2001, majoritatea populației localității Slobodo-Petrivka era vorbitoare de ucraineană (95,66%), existând în minoritate și vorbitori de rusă (3,7%).